# Zaanse derby
De Zaanse derby was een voetbalwedstrijd tussen de clubs KFC (en opvolger FC Zaanstreek) en ZFC. Beide clubs kwamen uit de Noord-Hollandse Zaanstreek. Van 1955 tot het seizoen 1965/66 is de wedstrijd 13 keer gehouden. Na de sanering van het betaald voetbal in de zomer van 1971 verdween ZFC naar het amateurvoetbal. FC Zaanstreek fuseerde in 1967 met Alkmaar '54 tot het huidige AZ.

## Uitslagen
| Seizoen | Competitie             | Thuisploeg    | Uitslag | Uitploeg      | Doelpuntenmakers                 | Doelpuntenmakers                              |
| Seizoen | Competitie             | Thuisploeg    | Uitslag | Uitploeg      | Thuisploeg                       | Uitploeg                                      |
| ------- | ---------------------- | ------------- | ------- | ------------- | -------------------------------- | --------------------------------------------- |
| 1955/56 | Eerste klasse 1955/56  | KFC           | 1–1     | ZFC           | Eddy Blok                        | G. List                                       |
| 1955/56 | Eerste klasse 1955/56  | ZFC           | 0–1     | KFC           |                                  | Andries Kok                                   |
| 1960/61 | KNVB beker 1960/61     | KFC           | 2–1     | ZFC           | Martin Koeman, Henk van Vlierden | Bert Cornelisse                               |
| 1961/62 | KNVB beker 1961/62     | ZFC           | 1–0     | KFC           | Piet van der Bor                 |                                               |
| 1962/63 | Tweede divisie 1962/63 | KFC           | 1–0     | ZFC           | Dirk Bosschieter                 |                                               |
| 1962/63 | Tweede divisie 1962/63 | ZFC           | 0–4     | KFC           |                                  | Henk van Vlierden (2x), Dirk Bosschieter (2x) |
| 1963/64 | Tweede divisie 1963/64 | KFC           | 1–0     | ZFC           | Bruin Steur                      |                                               |
| 1963/64 | Tweede divisie 1963/64 | ZFC           | 0–0     | KFC           |                                  |                                               |
| 1964/65 | Tweede divisie 1964/65 | FC Zaanstreek | 2–0     | ZFC           | Ab Parreá, Wim de Jager          |                                               |
| 1964/65 | Tweede divisie 1964/65 | ZFC           | 1–1     | FC Zaanstreek | Cees Krock                       | Piet Ouderland                                |
| 1965/66 | Tweede divisie 1965/66 | FC Zaanstreek | 0–0     | ZFC           |                                  |                                               |
| 1965/66 | Tweede divisie 1965/66 | ZFC           | 0–1     | FC Zaanstreek |                                  | Theo van Doorneveld                           |
| 1965/66 | KNVB beker 1965/66     | FC Zaanstreek | 1–0     | ZFC           | Aard Spruit                      |                                               |

## Statistieken
| Wedstrijdenstatistieken | Wedstrijdenstatistieken | Wedstrijdenstatistieken | Wedstrijdenstatistieken | Wedstrijdenstatistieken | Wedstrijdenstatistieken | Wedstrijdenstatistieken |
| Competitie              | Wedst.                  | KFC                     | Gelijk                  | ZFC                     | DKFC                    | DZFC                    |
| ----------------------- | ----------------------- | ----------------------- | ----------------------- | ----------------------- | ----------------------- | ----------------------- |
| Eerste klasse           | 2                       | 1                       | 1                       | 0                       | 2                       | 1                       |
| Tweede divisie          | 8                       | 5                       | 3                       | 0                       | 10                      | 1                       |
| KNVB beker              | 3                       | 2                       | 0                       | 1                       | 3                       | 2                       |
| TOTAAL                  | 13                      | 8                       | 4                       | 1                       | 15                      | 4                       |